# Carallia coriifolia
Carallia coriifolia là một loài thực vật có hoa trong họ Rhizophoraceae. Loài này được Ridl. mô tả khoa học đầu tiên năm 1938.